# 5409 Заале
5409 Заале (5409 Saale) — астероїд головного поясу, відкритий 30 вересня 1962 року.
Тіссеранів параметр щодо Юпітера — 3,373.